# 阿查立

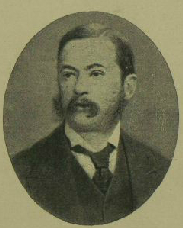

阿查立爵士（英語：Chaloner Alabaster，1838年—1898年），英国外交官，共济会会员。
阿查立出生于英国伯恩茅斯，曾就读于伦敦国王学院。1855年作为使馆翻译学生前往中国。1858年第二次鸦片战争期间曾奉英国当局命令押送两广总督叶名琛前往印度。1869年至1873年间任英国驻上海副领事，1880年至1886年任驻汉口、武汉总领事，其后又于1886年至1891年间出任驻广州总领事。1892年退休，并获骑士爵位。1898年在伯恩茅斯去世。
1875年时他与来自纽约的D·J·麦高恩博士（Dr. D. J. MacGowan）之女劳拉（Laura）结婚。其子晏禮伯（C. G. Alabaster）曾任香港律政司。另有一子阿拉巴德曾在中国海关任职。